# Phyllanthus lacunarius
Phyllanthus lacunarius là một loài thực vật có hoa trong họ Diệp hạ châu. Loài này được F.Muell. miêu tả khoa học đầu tiên năm 1855.